# Basket Alcamo 2011-2012
La stagione 2011-2012 del Basket Alcamo è stata la prima disputata dalla nuova società alcamese di pallacanestro femminile in Serie A1; è la settima per una squadra del comune del Trapanese.
Sponsorizzata dalla Gea Magazzini, la squadra si è classificata al dodicesimo posto nella massima divisione e ha dovuto partecipare ai play-out, al termine dei quali si è salvata condannando alla retrocessione il CUS Cagliari.

## Verdetti stagionali
Competizioni nazionali
- Serie A1:

stagione regolare: 12º posto su 12 squadre (5-17);
playout: salvezza al secondo turno contro Cagliari (2-3);
- Coppa Italia:

eliminata nel Gruppo 2 di qualificazione (1-1).

## Rosa
| Giocatrici |
| ---------- |

| N° | Naz.                   | Ruolo | Sportivo          | Anno | Alt. |  |
| -- | ---------------------- | ----- | ----------------- | ---- | ---- |  |
| 4  | Italia (bandiera)      | P     | Anna Caliendo     | 1983 | 161  |  |
| 5  | Romania (bandiera)     | AC    | Simina Mandache   | 1981 | 185  |  |
| 6  | Italia (bandiera)      | P     | Chiara Rossi      | 1988 | 170  |  |
| 7  | Stati Uniti (bandiera) | A     | Nicole Michael    | 1987 | 186  |  |
| 8  | Italia (bandiera)      | A     | Azzurra Gaglio    | 1989 | 183  |  |
| 11 | Polonia (bandiera)     | C     | Patrycja Gulak    | 1982 | 192  |  |
| 12 | Italia (bandiera)      | A     | Giovanna Ferrara  | 1992 | 174  |  |
| 14 | Italia (bandiera)      | G     | Giulia Calabretta | 1990 | 172  |  |
| 15 | Giamaica (bandiera)    | C     | Vanessa Gidden    | 1985 | 191  |  |
| 17 | Italia (bandiera)      | GA    | Martina Fassina   | 1988 | 182  |  |
| 20 | Italia (bandiera)      | G     | Claudia Gattini   | 1979 | 180  |  |

| Staff tecnico                                                                                       |
| --------------------------------------------------------------------------------------------------- |
| Allenatore: Andrea Petitpierre, dal 20 novembre Giuseppe Barbara, dall'11 aprile Andrea Petitpierre |
| Vice allenatore: Giovanni Pietro Ferreri                                                            |
| Addetto statistiche: Francesco Dixit Dominus                                                        |
| Preparatore atletico: Marco Abbate                                                                  |
| Fisioterapista: Gioacchino Lombardo                                                                 |
| Medico sociale: Antonino Mistretta                                                                  |
| Addetto arbitri: Domenico Pace                                                                      |

| Giocatrici acquisite a stagione in corso |
| ---------------------------------------- |

| N° | Naz.              | Ruolo | Sportivo                      | Anno | Alt. |  |
| -- | ----------------- | ----- | ----------------------------- | ---- | ---- |  |
| 9  | Italia (bandiera) | G     | Jami Montagnino (dal 28 dic.) | 1985 | 186  |  |

| Giocatrici cedute a stagione in corso |
| ------------------------------------- |

| N° | Naz.                | Ruolo | Sportivo                          | Anno | Alt. |  |
| -- | ------------------- | ----- | --------------------------------- | ---- | ---- |  |
| 11 | Italia (bandiera)   | A     | Silvia Celona (fino al 4 ottobre) | 1990 | 178  |  |
| 10 | Svizzera (bandiera) | G     | Karen Twehues (fino al 7 gennaio) | 1983 | 181  |  |

Scheda su LegABasketFemminile.it

## Dirigenza
- Presidente: Silvana Tognetti
- Dirigente responsabile: Mirco Artale
- Dirigente accompagnatore: Domenico Pace
- Addetto stampa: Francesco Dixit Dominus
- Addetto marketing e logistica: Antonino Silaco
- Responsabile settore giovanile: Lino Scalzo

## Statistiche
| Magazzini Gea Alcamo    |         |         |         |     |      |       |       |           |           |           |           |           |           |             |             |             |          |          |          |        |        |       |       |     |      |      |      |
| Giocatrice              | Partite | Partite | Partite | Pun | Min. | Falli | Falli | Tiri da 2 | Tiri da 2 | Tiri da 2 | Tiri da 3 | Tiri da 3 | Tiri da 3 | Tiri Liberi | Tiri Liberi | Tiri Liberi | Rimbalzi | Rimbalzi | Rimbalzi | Stopp. | Stopp. | Palle | Palle | Ass | Val. | Val. | A+dP |
| Giocatrice              | Pr      | PG      | SF      | Pun | Min. | C     | S     | R         | T         | %         | R         | T         | %         | R           | T           | %           | O        | D        | T        | D      | S      | P     | R     | Ass | Lega | OER  | A+dP |
| Mandache Andra Simina   | 28      | 28      | 27      | 308 | 846  | 66    | 60    | 94        | 229       | 41,0      | 25        | 76        | 32,9      | 45          | 55          | 81,8        | 47       | 85       | 132      | 8      | 3      | 76    | 30    | 8   | 205  | 0,72 | -38  |
| Michael Nicole          | 28      | 26      | 22      | 278 | 730  | 87    | 66    | 96        | 224       | 42,9      | 16        | 53        | 30,2      | 38          | 58          | 65,5        | 74       | 141      | 215      | 12     | 11     | 72    | 46    | 13  | 275  | 0,67 | -13  |
| Gidden Vanessa Nicole   | 25      | 23      | 21      | 211 | 609  | 55    | 96    | 75        | 204       | 36,8      |           |           |           | 61          | 92          | 66,3        | 82       | 153      | 235      | 8      | 8      | 61    | 20    | 11  | 297  | 0,62 | -30  |
| Caliendo Anna           | 29      | 29      | 14      | 185 | 620  | 64    | 69    | 53        | 123       | 43,1      | 14        | 59        | 23,7      | 37          | 51          | 72,5        | 16       | 50       | 66       |        | 7      | 69    | 49    | 33  | 133  | 0,63 | 13   |
| Montagnino Jami Gaynell | 16      | 15      | 11      | 142 | 445  | 24    | 38    | 29        | 73        | 39,7      | 20        | 62        | 32,3      | 24          | 33          | 72,7        | 7        | 32       | 39       | 1      | 3      | 33    | 18    | 13  | 96   | 0,68 | -2   |
| Gulak Lipka Patrycia    | 24      | 24      | 12      | 135 | 542  | 54    | 35    | 42        | 93        | 45,2      | 11        | 26        | 42,3      | 18          | 24          | 75,0        | 27       | 84       | 111      | 11     | 3      | 42    | 15    | 13  | 149  | 0,76 | -14  |
| Fassina Martina         | 29      | 29      | 18      | 125 | 700  | 57    | 64    | 35        | 120       | 29,2      | 6         | 47        | 12,8      | 37          | 55          | 67,3        | 11       | 66       | 77       | 7      | 6      | 50    | 30    | 13  | 59   | 0,54 | -7   |
| Rossi Chiara            | 29      | 29      | 15      | 120 | 593  | 32    | 28    | 39        | 104       | 37,5      | 8         | 35        | 22,9      | 18          | 28          | 64,3        | 5        | 30       | 35       |        | 3      | 40    | 23    | 12  | 41   | 0,56 | -5   |
| Gattini Claudia         | 29      | 26      |         | 76  | 343  | 41    | 22    | 26        | 78        | 33,3      | 2         | 9         | 22,2      | 18          | 24          | 75,0        | 4        | 20       | 24       | 2      | 5      | 44    | 13    | 8   | -10  | 0,45 | -23  |
| Twehues Karen           | 8       | 8       | 2       | 42  | 184  | 22    | 18    | 7         | 16        | 43,7      | 7         | 25        | 28,0      | 7           | 10          | 70,0        | 3        | 12       | 15       | 2      | 1      | 11    | 11    | 4   | 28   | 0,71 | 4    |
| Gaglio Azzurra Savina   | 28      | 17      | 3       | 29  | 188  | 17    | 4     | 9         | 25        | 36,0      | 3         | 9         | 33,3      | 2           | 2           | 100,0       | 17       | 26       | 43       | 3      | 1      | 7     | 1     | 3   | 36   | 0,26 | -3   |
| Calabretta Giulia       | 15      |         |         |     |      |       |       |           |           |           |           |           |           |             |             |             |          |          |          |        |        |       |       |     |      | 0,00 |      |
| Celona Silvia           | 1       |         |         |     |      |       |       |           |           |           |           |           |           |             |             |             |          |          |          |        |        |       |       |     |      | 0,00 |      |
| Ferrara Giovanna        | 1       |         |         |     |      |       |       |           |           |           |           |           |           |             |             |             |          |          |          |        |        |       |       |     |      | 0,00 |      |